# تیم ملی فوتبال زیر ۲۳ سال سری‌لانکا
تیم ملی فوتبال زیر ۲۳ سال سری‌لانکا (به انگلیسی: Sri Lanka national under-23 football team) تیم فوتبال جوانان کشور سری‌لانکا است و زیر نظر فدراسیون فوتبال سری‌لانکا فعالیت می‌کند. این تیم نمایندهٔ سری‌لانکا در بازی‌های المپیک و بازی‌های آسیایی است.